# Sweet Polly Oliver
Sweet Polly Oliver est une chanson populaire britannique dans laquelle Polly Oliver, une jeune femme, se déguise en homme pour rejoindre l'armée où se trouve son compagnon.

## Chanson
La chanson est publiée en 1763 et rééditée jusqu'en 1886. Il s'agit d'une ballade comique.
Dans la chanson, Polly Oliver décide de suivre son amant à la guerre et de se faire passer pour un soldat. Elle s'habille en soldat, se comporte en homme et se rend dans une taverne où elle retrouve son compagnon. Il ne la reconnaît pas et lui propose des relations sexuelles, croyant qu'il s'agit d'un homme, ce qu'elle accepte. Le lendemain matin, elle descend vêtue comme une femme, tout le monde s'en amuse, son amant l'épouse et ils vivent heureux.

## Postérité
La chanson sert de référence à Terry Pratchett dans Le Régiment monstrueux, dont le personnage principal s'appelle Polly et se fait surnommer Oliver quand elle se travestit pour intégrer l'armée,.